# Macon Blair

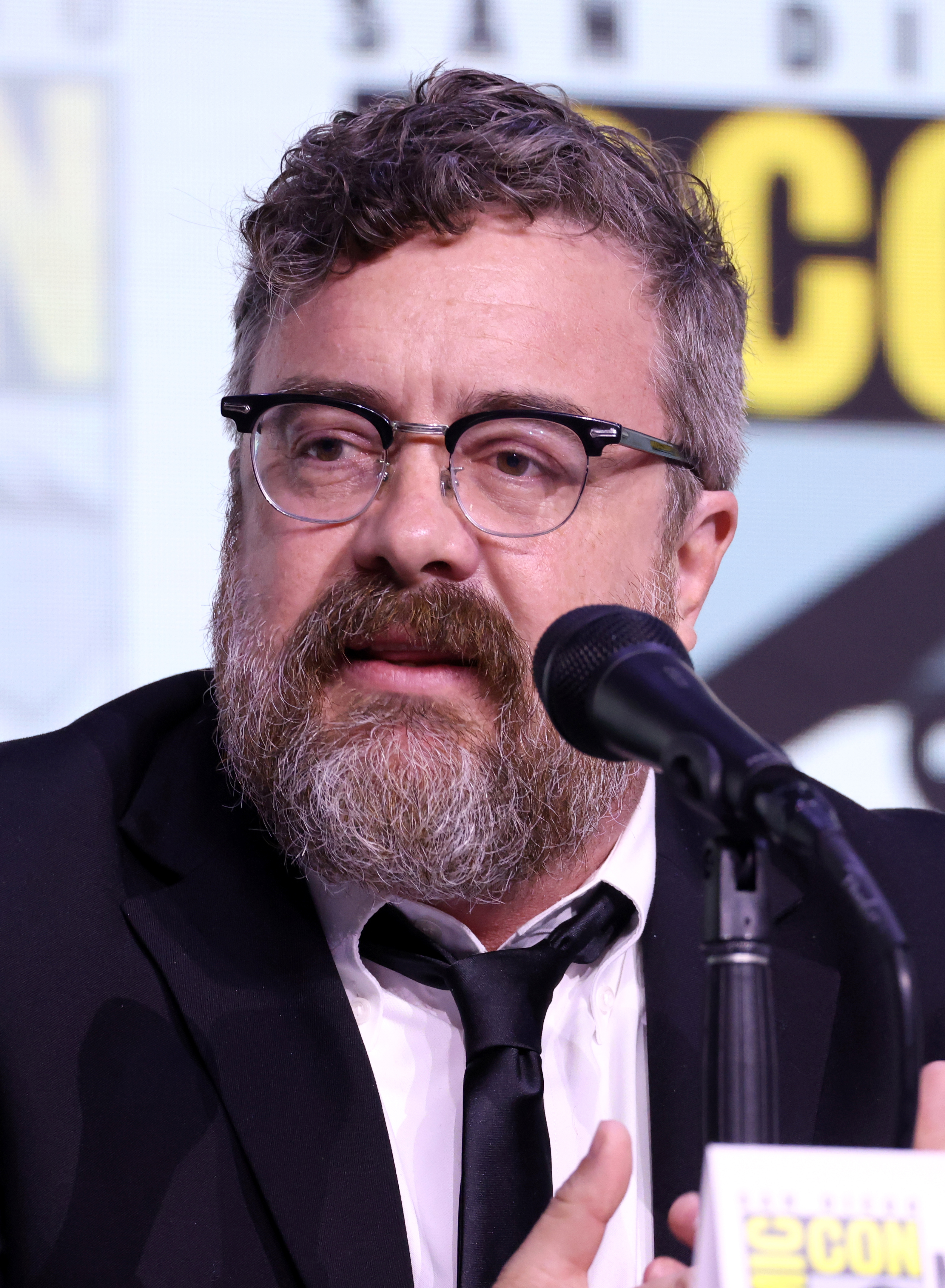
Macon Blair (2025)

Macon Blair (* 1974) ist ein US-amerikanischer Filmschauspieler, Filmregisseur, Filmproduzent, Drehbuch- und Comicautor.

## Leben
Blair wuchs in Alexandria, Virginia auf. Bereits als Teenager realisierte er in den 1980er Jahren gemeinsam mit seinem Schulfreund Jeremy Saulnier einen Film mit dem Titel Megacop. An der Highschool drehten sie später gemeinsam eine Fortsetzung mit dem Titel Megacop 2000.
Sein professionelles Schauspieldebüt gab Blair 2005 in der Filmkomödie Gretchen. Sein Regiedebüt gab er 2017 mit dem Film Fremd in der Welt für den er auch das Drehbuch schrieb. Bei Brooke Blair und Will Blair, die für diesen Film die Musik komponierten, handelt es sich um Macon Blairs Brüder. 2023 realisierte er mit The Toxic Avenger eine Neuverfilmung von Atomic Hero (1985).
In Christopher Nolans Filmdrama Oppenheimer übernahm Blair 2023 die Rolle des Anwalts Lloyd K. Garrison.
Sein Schaffen als Schauspieler umfasst drei Dutzend Produktionen für Film und Fernsehen. Daneben ist Blair auch als Comicautor für Marvel Comics und Dark Horse Comics tätig. Gemeinsam mit dem Illustrator Joe Flood veröffentlichte er 2019 die Graphic Novel Long Road to Liquor City.
Blair ist mit der Schauspielerin Lee Eddy verheiratet, mit der er einen Sohn hat. Nachdem Blair 17 Jahre in New York City gelebt hatte, zog er mit seiner Familie 2014 nach Austin, Texas.

## Filmografie (Auswahl)
Als Schauspieler
- 2005: Gretchen
- 2013: Blue Ruin
- 2015: Green Room
- 2016: Gold – Gier hat eine neue Farbe (Gold)
- 2017: The Florida Project
- 2017: Logan Lucky
- 2018: Wolfsnächte (Hold the Dark)
- 2018: Der Chaos-Cop (Thunder Road)
- 2019: Sister Aimee
- 2020: I Care a Lot
- 2023: Oppenheimer

Als Regisseur
- 2017: Fremd in der Welt (I Don’t Feel at Home in This World Anymore)
- 2019: Room 104 (Fernsehserie, 1 Episode)
- 2023: The Toxic Avenger

Als Drehbuchautor
- 2024: Brothers

## Auszeichnungen
- Sundance Film Festival 2017: Auszeichnung im U.S. Dramatic Competition (Fremd in der Welt)[10]